# Wita. Powieść
Wita. Powieść – niejednoznaczny gatunkowo utwór autorstwa Tadeusza Micińskiego, wydany pośmiertnie w roku 1926. Ponownie wydany w roku 2022.

## Pochodzenie i przynależność gatunkowa
Wita jest późnym dziełem Tadeusza Micińskiego, została napisana w roku 1913. Jej wydruk spotkał się z mieszanym odbiorem krytyków i bardzo niewielkim zainteresowaniem czytelników. Sam autor uważał ją, przynajmniej przejściowo, za swój najważniejszy utwór.
Witę próbowano klasyfikować jako powieść gotycką, łotrzykowską lub historyczną zbliżoną do walterscottowskiej, ewentualnie powieść inicjacyjną, zwracając także uwagę na tendencje historiozoficzne, okultystyczne, oniryczne i erotyczne. Jarosław Iwaszkiewicz nie uważał jej za powieść, lecz za poemat heroiczny napisany prozą. Należy przypuszczać, że Miciński celowo umieścił swoje dzieło poza nawiasem jakichkolwiek klasyfikacji.

## Fabuła

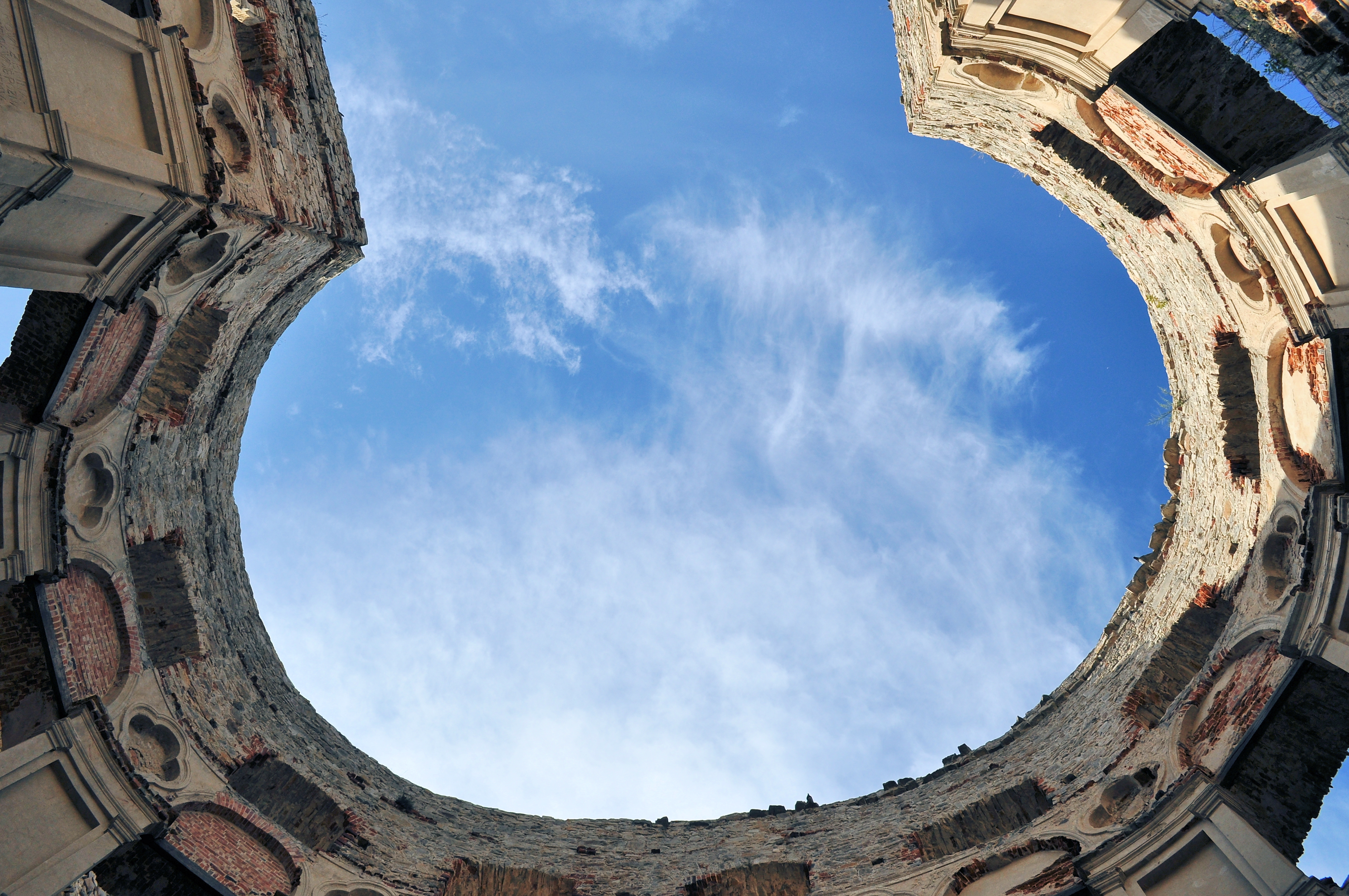
Ruiny Krzyżtopora

Wita jest jedyną książką Tadeusza Micińskiego, w wypadku której można podjąć realną próbę streszczenia. Jej oś fabularna jest osnuta wokół zjazdu kaniowskiego roku 1787, który w znacznej mierze przesądził dalsze losy upadającej I Rzeczypospolitej, oraz miłości pomiędzy Józefem Poniatowskim a bohaterką tytułową Witą (postacią fikcyjną). Wita jest ostatnią potomkinią rodu Włastowiczów, panów na Krzyżtoporze (przypuszczalnie zmyślonej gałęzi seniorskiej Duninów herbu Łabędź), który miał sprawować potajemne rządy dusz w Polsce.

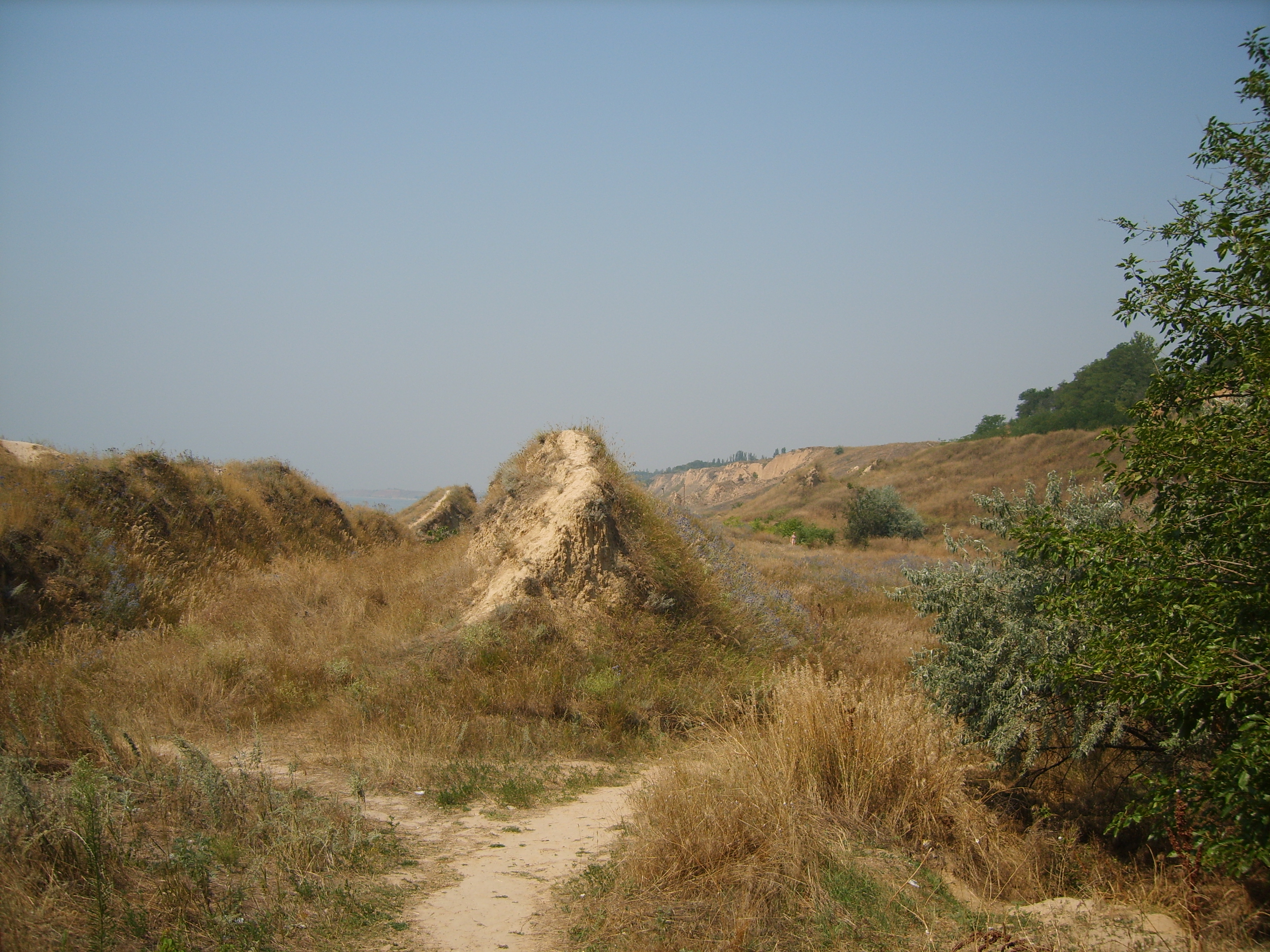
Step ukraiński

W niemowlęctwie lub niedługo później Wita została adoptowana przez Seweryna Rzewuskiego, przyszłego targowiczanina, ponieważ Rosjanie schwytali jej ojca podczas konfederacji barskiej (ta informacja pozwala szacować jej wiek w czasie trwania akcji na niepełne 20 lat). Przybrany ojciec zaniedbywał ją, a nawet maltretował, skutkiem czego w wieku nastoletnim uciekła na stepy ukraińskie, gdy opieki nad nią podjął się stary lirnik kozacki Denys Szczerbina. Stepowy wychów rozwinął w niej zalety ciała i umysłu, jak również pogardę dla hipokryzyjnych norm społecznych; zaczęła przejawiać zdolności parapsychiczne.
Właściwa akcja książki rozpoczyna się, gdy Wita spotyka przypadkowo księcia Józefa i oboje zaczynają przejawiać do siebie skomplikowane uczucia. Jednocześnie usiłują rozeznać się w nastawieniu środowiska magnackiego i opracować plan podźwignięcia upadającego państwa, korzystając z nadarzającej się okazji zjazdu w Kaniowie. Nie pozyskują znaczącego poparcia, mają też trudności ze wzajemnym zrozumieniem.
W rezultacie Wita, przebrana za greckiego markiza, podejmuje próbę uwiedzenia carycy Katarzyny, aby – uzyskawszy wpływ na nią – poprawić sytuację polityczną Rzeczypospolitej. Jednocześnie stacza walki parapsychiczne ze stojącymi rzekomo za władczynią masonami, wśród których prym wiedzie wybitny sadysta d'Arżanow. Przejściowo bohaterka tytułowa odnosi sukcesy, lecz kiedy prowadzona przez nią gra zostaje przejrzana, wobec wyznawanych przez siebie wartości moralnych nie wycofuje się pomimo świadomości, że jej ofiara nie może już zbawić Polski. Zostaje ukrzyżowana jako bluźniercze dzieło sztuki autorstwa d'Arżanowa.
Książę Józef, dowiedziawszy się o tym zdarzeniu, bezkompromisowo obraża carycę i wyzywa na pojedynek d'Arżanowa. Wówczas zostaje uprowadzony przez oddział podległych wolnomularzowi Tatarów, lecz odbija go dosyć przypadkowo załoga jednej z ostatnich poprawnie funkcjonujących stanic kresowych. Zgnębiony, wyjeżdża na zachód Europy.

## Interpretacje
Imię Wity pochodzi od dantejskiego motywu Vita Nuova (Nowe Życie), sama siebie określa też Wiosenną Polską. Dlatego stanowi nie tylko realną postać w utworze, ale też alegorię zniewalanego kraju. Cechuje się wirtuozerią moralną, lecz jako odbicie wszelkich zjawisk życiowych musi zawierać w sobie możliwy do przezwyciężenia pierwiastek demoniczny, przypominając w tym względzie Korę-Persefonę. Właściwym zamiarem autorskim stojącym za przedzierzgnięciem Wity w markiza Kornaro nie była prawdopodobnie wadliwa intryga polityczna, tylko wstępne zhańbienie jej kobiecości.
Scena męki krzyżowej może być rozumiana różnorako: najprościej jako alegoria dziejów Polski i ofiara ocalająca wartości ideowe bohaterki albo chybiona, perwersyjna ironia dziejowa bez głębszego przesłania, pokrewnie – przypadkowy rezultat działania sił przekraczających zakres postrzegania ambitnej protagonistki cechujący się estetyką sadomasochistycznego przesytu, wreszcie zawilej jako samodzielne, świadome obranie przez Witę jedynej drogi pozwalającej zachować jej integralność moralną, choć poza tym bezcelowej. Możliwym wytłumaczeniem tego paradoksu jest niepewne założenie, jakoby dziewczyna nie umarła na krzyżu, lecz doznała przesilenia metafizycznego skutkującego samowyzwoleniem (ewentualnie za pośrednictwem przypadkowych przechodniów nieświadomych swego udziału). Dodatkowo można odczytywać to zdarzenie jako symboliczny kres kulturalnych czasów stanisławowskich i zapowiedź nadciągającego zamętu.
Podstawowym celem autora była prawdopodobnie kreacja nowego mitu mogącego wesprzeć odrodzenie niepodległej Polski, co zresztą sam sugerował. Istotnym motywem jest także poszukiwanie niezmienników w procesach historycznych. W tym duchu książę Józef, ofiara linearnego biegu historii, jest częściowo przeciwstawiony ponadczasowej Wicie. Wielokrotnie naruszana spójność tekstu, zatarcie związków przyczynowo-skutkowych i ostra krytyka XVIII-wiecznego społeczeństwa polskiego utrudniają jednak odbiór sensu całości. Co więcej, można przypuszczać, że w postaci d'Arżanowa Tadeusz Miciński antycypował grozę totalitaryzmu i usiłował przestrzec przed nią czytelników.

## Oddziaływanie
Wątki Wity i pisanego przez Micińskiego w podobnym czasie dramatu Termopile polskie wielokrotnie przeplatają się. Osnute na nich przedstawienia teatralne reżyserowali między innymi Andrzej Marczewski i Jan Klata.